# Sola (Vanuatu)

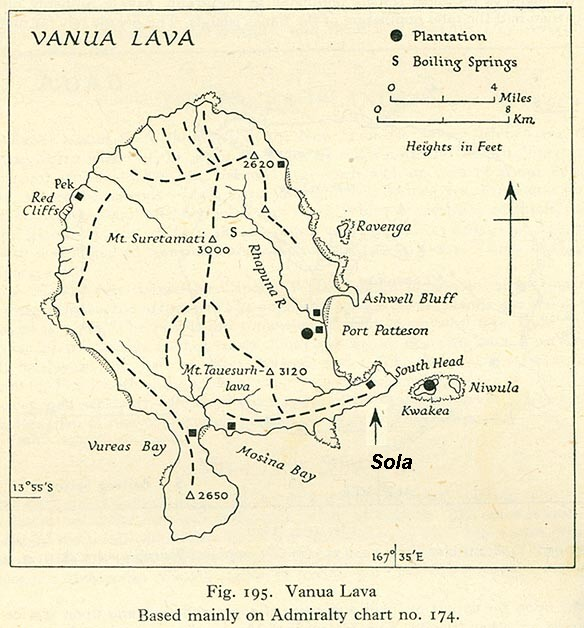
Ubicación.

Sola es un pueblo que es la capital de la provincia de Torba, en Vanuatu. Se encuentra en la isla de Vanua Lava.
Cerca del pueblo se encuentra el volcán Sere Ama, y los ríos Selva y Alket pasan al norte del pueblo. La fauna incluye cocodrilos de agua salada
introducidos por Steve Irwin, y las hormigas de fuego.
En el año 2010, su población era de 1065 habitantes.